# Casino Colchagua
Casino Colchagua es un casino de juego chileno, ubicado en la ciudad de Santa Cruz, Provincia de Colchagua. Es uno de los dos casinos aprobados en 2006 por la Superintendencia de Casinos de Juego para la Región de O'Higgins, junto con Monticello Grand Casino, siendo inaugurado el 12 de septiembre de 2008. Enjoy fue la empresa propietaria (40 %) y administradora del establecimiento, en conjunto con Grupo Cardoen, hasta el 31 de diciembre de 2017, pasando a ser desde el 1 de enero de 2018, administración y propiedad total de Inversiones Colchagua S.A. (100 %), filial del Grupo Empresas Cardoen.[cita requerida]
Forma parte de un complejo turístico integrado también por el Museo de Colchagua y el Hotel Santa Cruz Plaza, de cinco estrellas, ambos propiedad del empresario local Carlos Cardoen. Posee 17 mesas de juego, 60 posiciones de bingo y 230 máquinas de azar.